# Neunkirchen (Baden)
Neunkirchen (ⓘ) ist eine zum Neckar-Odenwald-Kreis gehörende Gemeinde in Baden-Württemberg, Deutschland. Sie gehört zur europäischen Metropolregion Rhein-Neckar.

## Geografie

### Geografische Lage
Die Gemeinde Neunkirchen liegt am südwestlichen Rand des Neckar-Odenwald-Kreises im Landschaftsraum des „Kleinen Odenwalds“ an das Neckartal angrenzend zwischen 130 und 430 Meter Höhe. Das Gemeindegebiet liegt im Naturpark Neckartal-Odenwald. Unweit nördlich des Ortes entspringt der Schwarzbach.
Neunkirchen ist etwa 16 km von der großen Kreisstadt Mosbach, ungefähr 20 km von der großen Kreisstadt Sinsheim und 35 km von Heidelberg entfernt.

### Gemeindegliederung

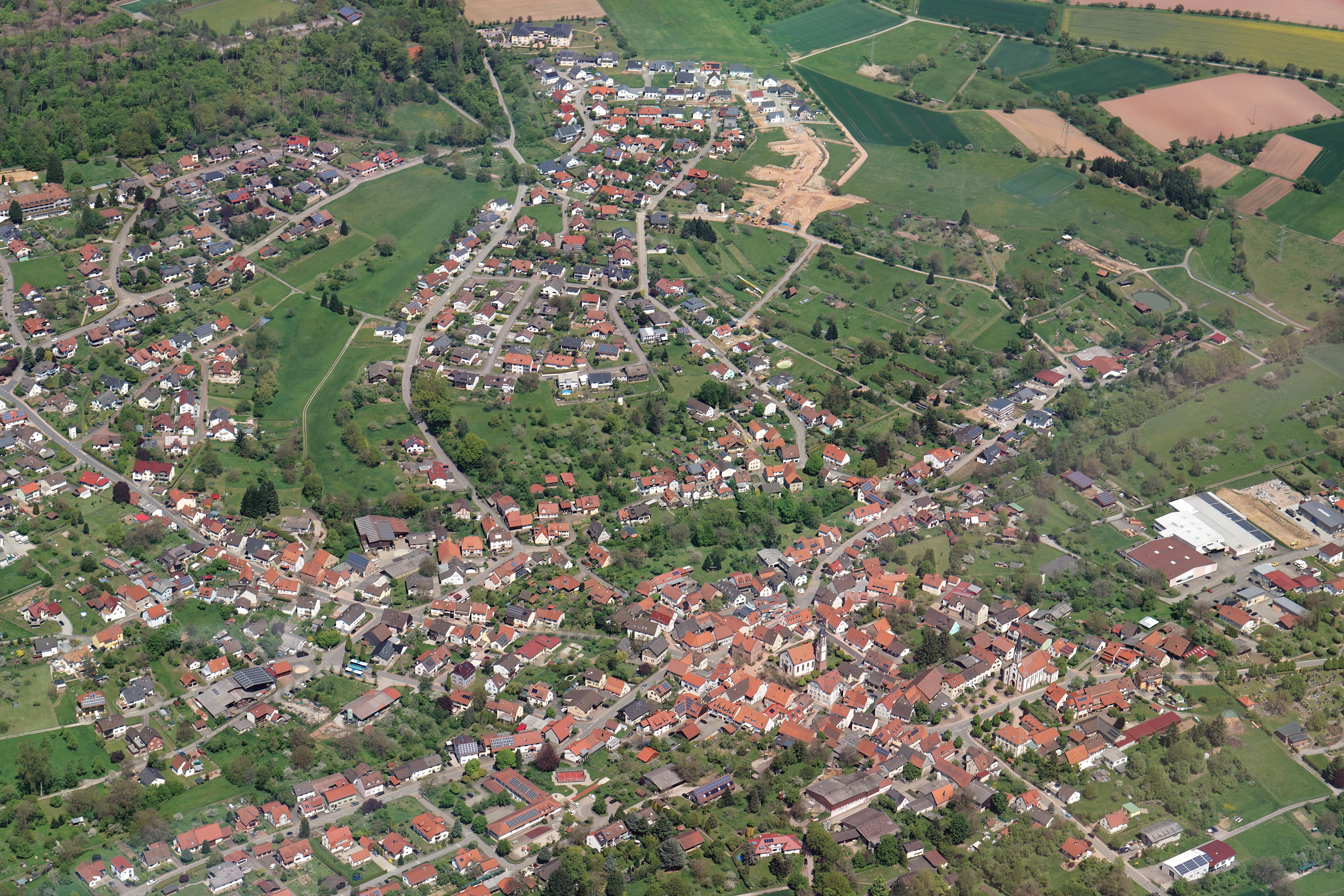
Neunkirchen (Baden) aus der Luft in Süd-Nord-Richtung

Zur Gemeinde Neunkirchen  gehört die ehemalige Gemeinde Neckarkatzenbach. Zu Neunkirchen in den Grenzen von 1971 (1662 Einwohner) gehört der Weiler Leidenharterhof.

## Geschichte
Die Dörfer Neunkirchen und Neckarkatzenbach entstanden als Rodungssiedlungen des Bistums Worms ab dem 11. Jahrhundert. Während Neckarkatzenbach bereits 1080 erstmals urkundlich erwähnt wird, lässt sich Neunkirchen erst mit der Erwähnung seiner Kirche 1298 historisch greifen. Im 13. Jahrhundert gehörten beide Ortschaften und die benachbarten Burgen zum Reichsbesitz um Wimpfen.
Nach dem Ende der staufischen Reichsherrschaft gelangten die Burgen und Orte in den Machtbereich der örtlichen Dienstmannen, bis sie 1349 schließlich durch Kauf in den Besitz der Kurpfalz gelangten. Die Ortsherrschaft über Neckarkatzenbach lag alleinig bei den jeweiligen Burgherren der Minneburg, in Neunkirchen hatten auch die Herren auf der Wasserburg Schwarzach und der Zwingenburg Besitz. Der Anteil der Minneburger und der Zwingenberger war Allodialbesitz, der Schwarzacher Anteil stand unter der Oberlehensherrschaft des Bistums Worms. Mit dem mehrfachen Besitzwechsel der Burgen wechselte jeweils auch der zugehörige Anteil von Neunkirchen den Besitzer. Die jeweiligen Burgherren der Minneburg hatten den größten Anteil am Dorf, wohl auch insbesondere die Ortsmitte mit der Kirche, dem erstmals 1538 erwähnten Rathaus sowie dem 1566 belegten Pfarrhaus.
Mit dem Reichsdeputationshauptschluss von 1803 und der Auflösung der Kurpfalz wurden Neckarkatzenbach und Neunkirchen dem Großherzogtum Baden zugeschlagen.
Der Name Neckarkatzenbach bürgerte sich seit dem 19. Jahrhundert zur Unterscheidung von dem damals gleichnamigen und nicht weit entfernten Waldkatzenbach ein.
1939 wurden in Neunkirchen 907 und in Neckarkatzenbach 169 Einwohner gezählt, Ende 1945 waren es in Neunkirchen 1079 und in Neckarkatzenbach 192. Am 1. April 1972 wurde die bis dahin selbständige Gemeinde Neckarkatzenbach im Zuge der Gebietsreform in Baden-Württemberg zum Ortsteil der Gemeinde Neunkirchen.

## Religionen
Etwa 54 % der Einwohner gehören der evangelischen Konfession an, rund 41 % sind römisch-katholisch. Beide Konfessionen unterhalten jeweils eine Kirchengemeinde im Ort.

## Politik

### Verwaltungsverband
Zusammen mit Aglasterhausen und Schwarzach ist Neunkirchen Mitglied des Gemeindeverwaltungsverband „Kleiner Odenwald“ mit Sitz in Aglasterhausen.

### Gemeinderat

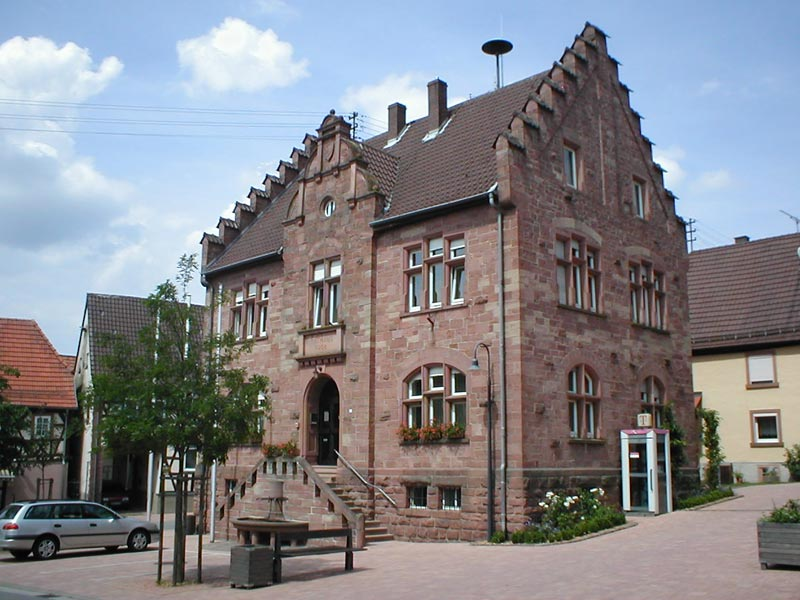
Rathaus in Neunkirchen

In Neunkirchen wird der Gemeinderat nach dem Verfahren der unechten Teilortswahl gewählt. Diese garantiert den Ortsteilen eine festgelegte Anzahl von Sitzen. Aus Neunkirchen kommen mindestens neun Gemeinderäte, aus Neckarkatzenbach kommt mindestens ein Gemeinderat. Der Gemeinderat hat normalerweise 10 Mitglieder. Dabei kann sich die Zahl der Gemeinderäte durch Überhangmandate (Ausgleichssitze) verändern. 2024 besteht er aus 10 gewählten ehrenamtlichen Gemeinderäten und dem Bürgermeister als Vorsitzendem. Der Bürgermeister ist im Gemeinderat stimmberechtigt.
Die Kommunalwahl am 9. Juni 2024 führte zu folgendem Ergebnis.
| Parteien und Wählergemeinschaften | Parteien und Wählergemeinschaften           | % 2024  | Sitze 2024 | % 2019 | Sitze 2019 | Kommunalwahl 2024 %50403020100 42,77 % (+6,47 %p)34,68 % (−1,72 %p)22,55 % (−4,75 %p) FWCDUSPD20192024 |
| FW                                | Freie Wähler                                | 42,77   | 4          | 36,3   | 3          | Kommunalwahl 2024 %50403020100 42,77 % (+6,47 %p)34,68 % (−1,72 %p)22,55 % (−4,75 %p) FWCDUSPD20192024 |
| CDU                               | Christlich Demokratische Union Deutschlands | 34,68   | 4          | 36,4   | 4          | Kommunalwahl 2024 %50403020100 42,77 % (+6,47 %p)34,68 % (−1,72 %p)22,55 % (−4,75 %p) FWCDUSPD20192024 |
| SPD                               | Sozialdemokratische Partei Deutschlands     | 22,55   | 2          | 27,3   | 3          | Kommunalwahl 2024 %50403020100 42,77 % (+6,47 %p)34,68 % (−1,72 %p)22,55 % (−4,75 %p) FWCDUSPD20192024 |
| gesamt                            | gesamt                                      | 100,0   | 10         | 100,0  | 10         | Kommunalwahl 2024 %50403020100 42,77 % (+6,47 %p)34,68 % (−1,72 %p)22,55 % (−4,75 %p) FWCDUSPD20192024 |
| Wahlbeteiligung                   | Wahlbeteiligung                             | 71,70 % | 71,70 %    | 67,7 % | 67,7 %     | Kommunalwahl 2024 %50403020100 42,77 % (+6,47 %p)34,68 % (−1,72 %p)22,55 % (−4,75 %p) FWCDUSPD20192024 |

### Bürgermeister
Bürgermeister ist seit dem 1. Dezember 2016 Bernhard Knörzer (CDU). Er wurde am 11. September 2016 wurde gewählt. Am 22. September 2024 wurde er für eine zweite Amtszeit wiedergewählt. Seine Vorgänger waren Wolfgang Schirk und Hermann Vogt.

### Wappen
In Silber (Weiß) auf grünem Schildfuß eine rote Kirche mit rechtsstehendem Turm, auf dem Dach des Turmes und dem First des Schiffes je ein rotes Kreuz.
Das „redende“ Wappen symbolisiert durch die Kirche den Ortsnamen.

## Kultur und Sehenswürdigkeiten

### Bauwerke und Denkmäler
Neunkirchen
In Neunkirchen befinden sich eine katholische Kirche und eine evangelische Kirche. Neben der katholischen Kirche findet sich ein Gedenkstein von 1929 für Auguste Pattberg. Das katholische Schulhaus wurde 1842 errichtet und beherbergt heute das Heimatmuseum. Das Rathaus des Ortes wurde 1906 errichtet, in seinen Treppenaufgang ist der Ortsbrunnen gearbeitet. Im Ort sind mehrere historische Fachwerkgebäude und Gasthöfe erhalten. Außerhalb von Neunkirchen befinden sich die Burgruinen Minneburg und Stolzeneck.

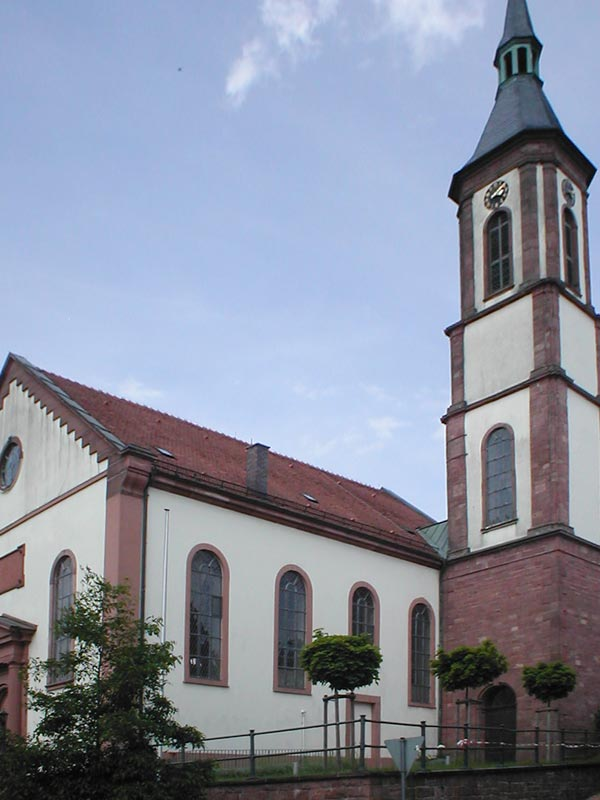
Evangelische Kirche
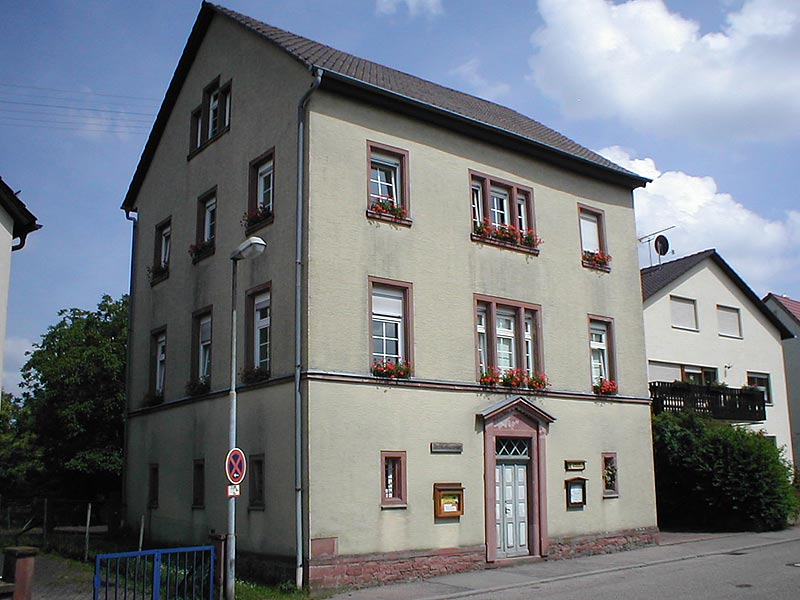
Alte katholische Schule
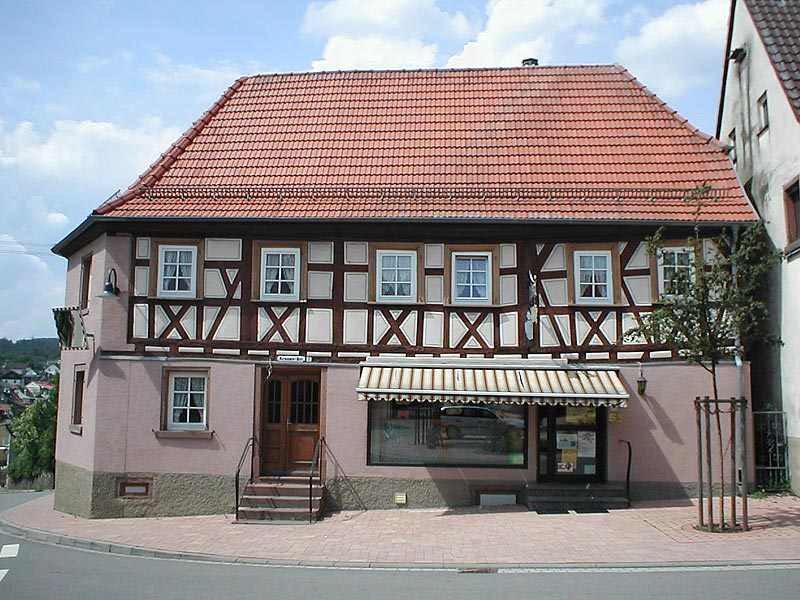
Historisches Fachwerk
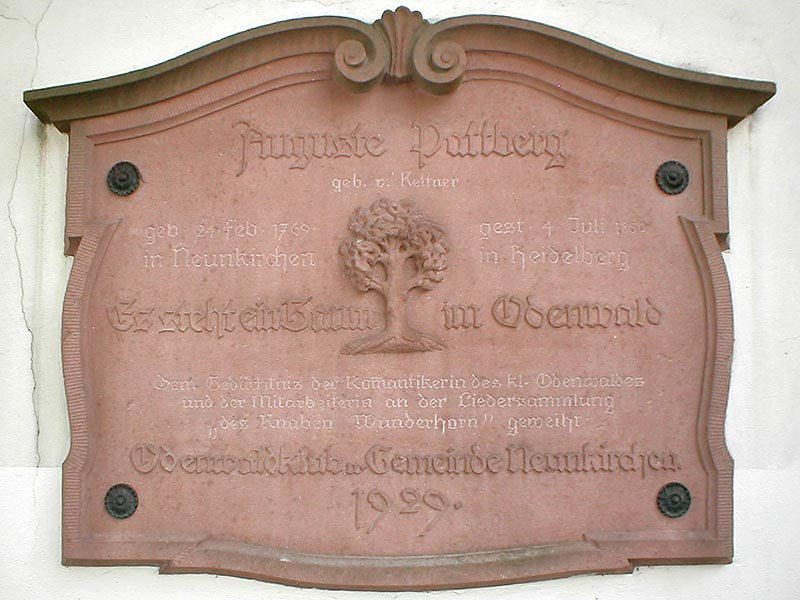
Pattberg-Gedenkstein
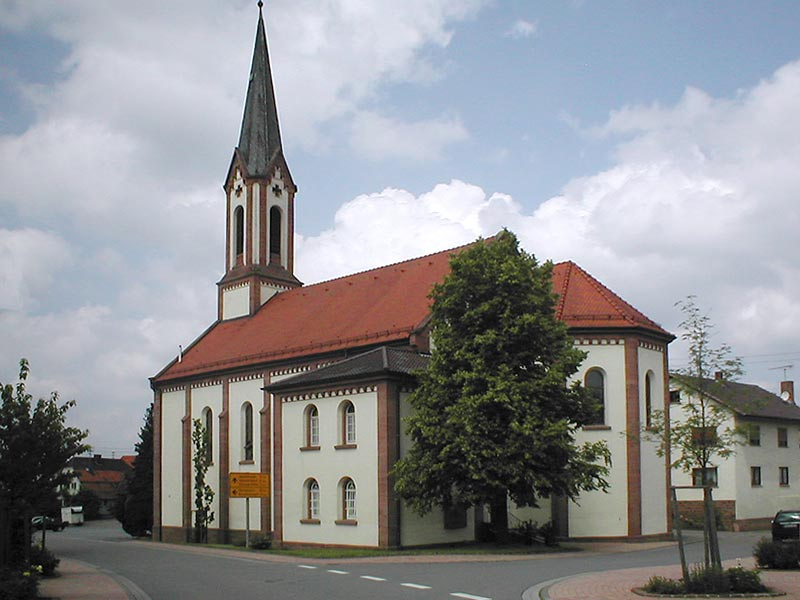
Katholische Kirche
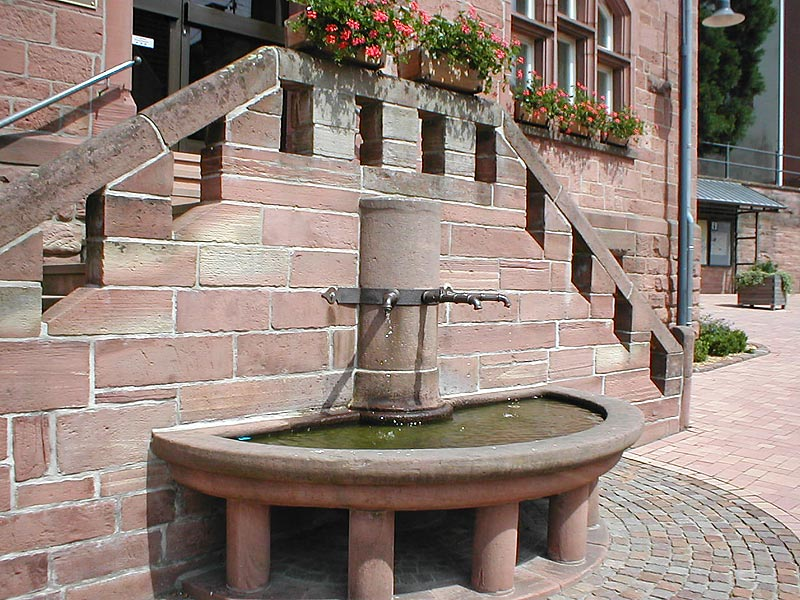
Rathausbrunnen

Neckarkatzenbach
In Neckarkatzenbach gibt es ebenfalls eine katholische und eine evangelische Kirche, beide jeweils auf Anhöhen oberhalb des Ortes gelegen. Die erste Kirche wurde als Wallfahrtskirche geplant. Mit dem Bau des Chores wurde 1511 begonnen. Die Mittel zum Weiterbau sollten durch die Wallfahrt erwirtschaftet werden. Wegen der Einführung der Reformation in der Kurpfalz kam die Wallfahrt nie zustande und die Kirche wurde nicht weitergebaut. Heute ist dies die evangelische Kirche. Die katholische Kirche stammt aus dem Jahr 1749. Das Rat- und Schulhaus wurde 1843 errichtet. In der Ortsmitte befinden sich ein Dorfbrunnen aus dem Jahr 1598 und ein Kriegerdenkmal. Bei örtlichen Bauarbeiten wurde 1998 ein mittelalterliches Sühnekreuz gefunden, das an der Dorfstraße aufgestellt wurde.

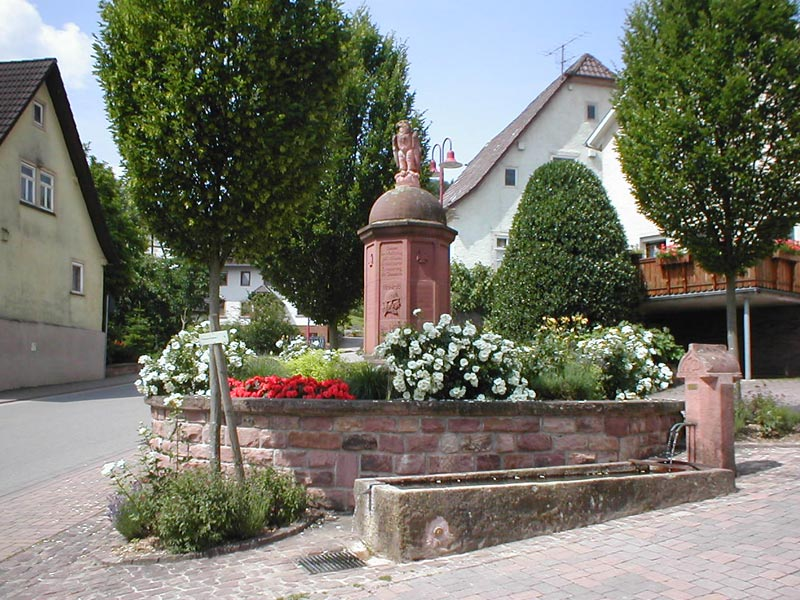
Ortsmitte von Neckarkatzenbach mit Kriegerdenkmal und Dorfbrunnen

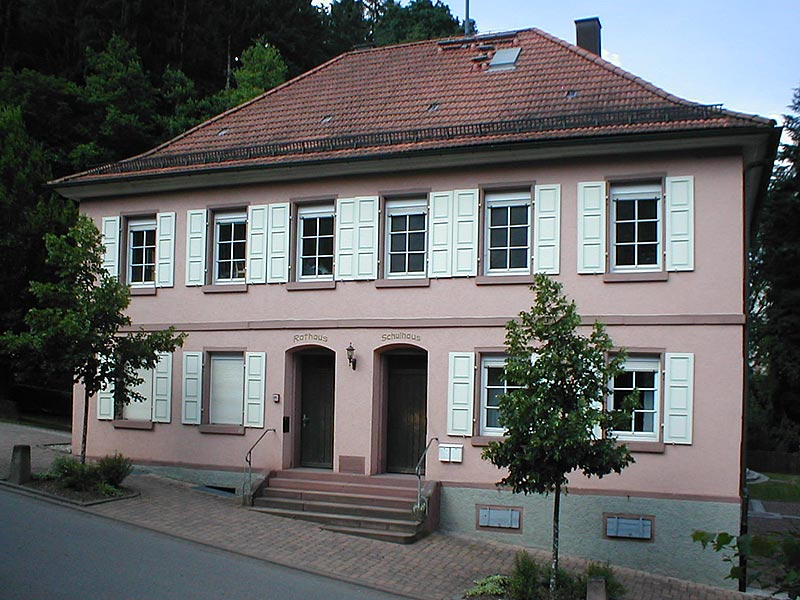
Schul- und Rathaus
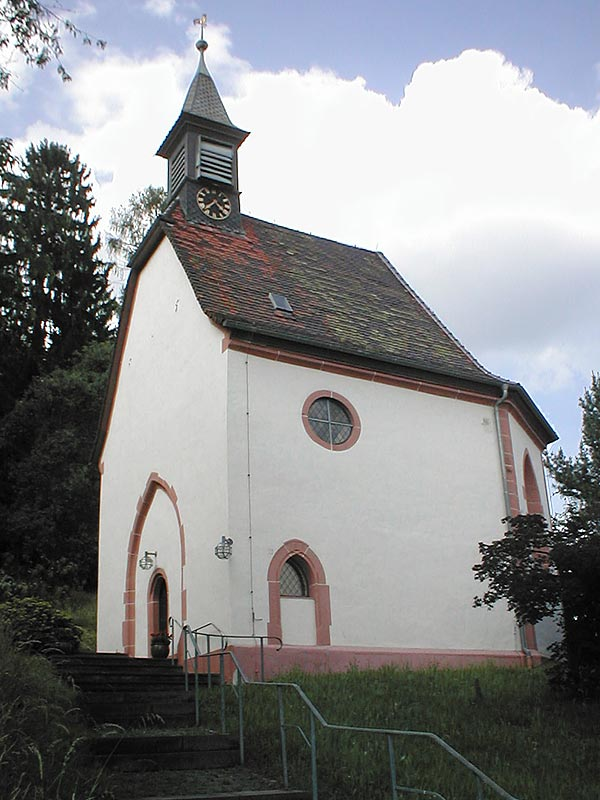
Evangelische Kirche von 1511.
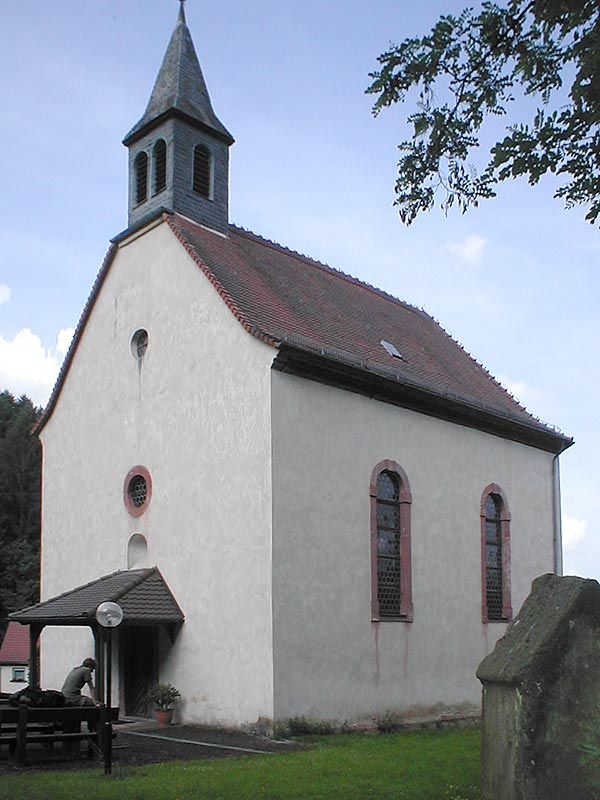
Katholische Kirche von 1749.
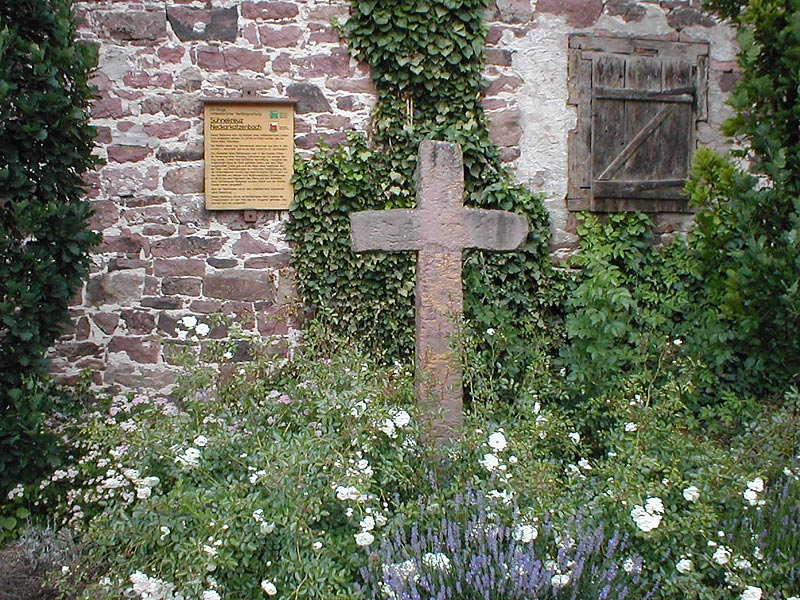
Sühnekreuz

### Museen
Das Heimatmuseum Neunkirchen im 1842 erbauten ehemaligen katholischen Schulhaus zeigt auf sechs Ebenen heimatgeschichtliche Exponate mit Schwerpunkt auf dem Einfluss der Industrialisierung auf die Landwirtschaft in Baden.

### Neikercher Kerwe
Seit 1989 findet jährlich in der ersten Septemberwoche die Dorfkirchweih Neikercher Kerwe statt.

## Wirtschaft und Infrastruktur

### Verkehr
Durch Neunkirchen und Neckarkatzenbach verläuft die L 633. Im Nordosten im Neckartal führt die B 37 vorbei, im Süden die B 292.
Neunkirchen gehört zum Verkehrsverbund Rhein-Neckar. In die umliegenden Orte führen Buslinien.

### Bildung
Neunkirchen verfügt über eine eigene Grundschule. Außerdem gibt es je einen evangelischen und römisch-katholischen Kindergarten sowie einen 2024 eröffneten Waldkindergarten.

### Ansässige Unternehmen
Zum 1. Februar 2018 ist die Glockengießerei Bachert von Karlsruhe nach Neunkirchen übergesiedelt.

## Bevölkerung
Bevölkerungsentwicklung:
| Jahr | Einwohner |
| ---- | --------- |
| 1990 | 1.624     |
| 2001 | 1.775     |
| 2011 | 1.822     |
| 2021 | 1.853     |

## Persönlichkeiten

### Söhne und Töchter der Gemeinde
- Auguste Pattberg (1769–1850), Dichterin
- Aloys Beckert (1814–nach 1861), Person der Badischen Revolution 1848/49
- Hermann Teutsch (1876–1966), Theologe und Politiker (DNVP, CSVD, NSDAP)
- Richard Hartmann (1881–1965), Orientalist und Hochschullehrer
- Walter Zimmermann (1901–nach 1945), landwirtschaftlicher Technologe und Hochschullehrer in Hohenheim